# Sylt

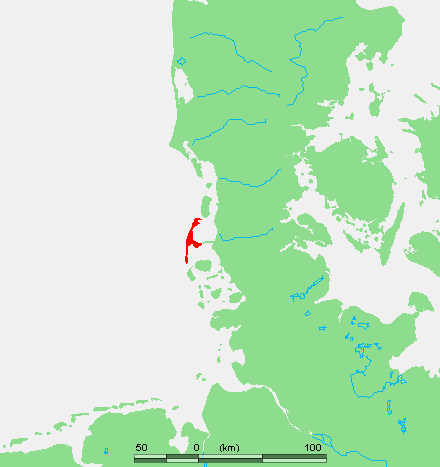
Poloha ostrova

Sylt (dánsky Sild, syltskou fríštinou Söl) je nejsevernější a s plochou bezmála 100 km² čtvrtý největší ostrov Německa. Jde o součást Fríských ostrovů (konkrétněji Severofríských ostrovů), která patří ke spolkové zemi Šlesvicko-Holštýnsko.
V roce 2014 měl ostrov 17 713 obyvatel. Dlouhodobě slouží jako vyhledávaná rekreační oblast. Vykazuje velmi vysoké ceny nemovitostí.
Od roku 1927 je spojen s pevninou Hindenburgovou hrází.
Ostrov má protáhlý tvar, na délku měří 38 km a na šířku 320 metrů až 12 km. Od pevniny se oddělil při povodni svatého Marcela v roce 1362. Nejvyšším bodem je Uwe-Düne s nadmořskou výškou 52,5 metru. Podnebí Syltu je ovlivněno Golfským proudem, průměrná teplota dosahuje okolo 3 °C v lednu a 17 °C v červenci. Ostrov je spojen s rozvojem hnutí Freikörperkultur, v roce 1920 zde byla otevřena první nudistická pláž v Německu. Hlavním městem ostrova je Westerland, kde se také nachází letiště.
Sylt je proslulý rozsáhlými porosty růže svraskalé, která pochází z východní Asie a byla původně vysazena jako okrasná rostlina. Vyskytují se zde četní vodní ptáci, např. rybák dlouhoocasý, ústřičník velký, čejka chocholatá, berneška tmavá nebo hvízdák eurasijský.
Na Syltu se nachází nejsevernější vinice v Německu, kde se pěstuje odrůda Solaris.
Na ostrově se natáčel film Muž ve stínu (děj se odehrává na Martha's Vineyard, avšak režisér Roman Polanski nesměl kvůli sexuálnímu skandálu vstoupit na americké území). Působili zde také malíři Eugen Dücker, Emil Nolde a Anita Rée.